# Alive (альбом Джесси Джей)
| Совокупная оценка       | Совокупная оценка |
| Источник                | Оценка            |
| ----------------------- | ----------------- |
| Metacritic              | TBD               |
| Оценки критиков         |                   |
| Источник                | Оценка            |
| Allmusic                | [ 1 ]             |
| Gig Wise                | (mixed)           |
| Metro                   | [ 3 ]             |
| The Guardian            | [ 4 ]             |
| Virgin Media            | [ 5 ]             |
| London Evening Standard | [ 6 ]             |
| Digital Spy             | [ 7 ]             |
| Max!mum Pop             | (+)               |
| Unreality TV            | [ 9 ]             |
| The Financial Times     | [ 10 ]            |

Alive — второй студийный альбом британской поп-исполнительницы Джесси Джей, издан 23 сентября 2013 года. Для альбома, Джесси записала песни с Becky G, Brandy Norwood, Big Sean и Dizzee Rascal. Альбом дебютировал с третьей строчки в официальном чарте Великобритании, с продажами в 39 270 копий.

## Об альбоме
Джесси объявила название альбома 17 августа 2013 года, во время выступления на V Festival. В интервью для Лауры Уитмор, Джесси Джей рассказала, что если сложить все время затраченное на запись альбома, то это будет пять недель. Также она отметила, что идея альбома об отношении к жизни. 29 августа 2013 года, певица в Twitter выложила заднюю обложку альбома, таким образом опубликовав официальный трек-лист. Alive был записан в течение двенадцати месяцев, с июня 2012 по начало 2013 года в Лондоне, Нью-Йорке и Лос-Анджелесе. К работе над песнями были приглашены различные авторы и продюсеры (Sia, Дайан Уоррен). В июне 2013 года появились слухи, что пластинка будет назваться Gold, после того как во время интервью для Capital FM, Джесси сказала, что в названии будет одно слово. Но девушка опровергла слухи, добавив, что название станет известно вместе с обложкой. Пластинка стала доступна для предварительного заказа на официальном сайте певицы. В версию для фанатов входит плакат и зеркало, оформленное по эскизам Джесси Джей. 17 сентября альбом полностью был слит в сеть, что очень не понравилось Джесси.

## Американская версия
14 сентября 2013 года певица объявила, что альбом не будет выпущен в Америке по причине того, что отделение её лейбла в США не уверено в успехе пластинки.

## Синглы
Первым синглом из альбома 26 мая 2013 была выпущена композиция «Wild». Песня была написана Jessie J и Клодом Келли при участии Big Sean и Dizzee Rascal. В британском чарте она достигла 5 позиции. Песня также достигла девятой строчки в чарте Ирландии. Премьера видеоклипа состоялась 25 мая 2013.
Вторым синглом была выбрана песня «It’s My Party». премьера сингла состоялась на радио 5 августа 2013, а официальный релиз состоялся 15 сентября. Клип, режиссёром которого стал Эмиль Нава, был снят в конце июня и вышел 8 августа.
17 октября 2013, Джесси Джей объявила что третьим синглом для Великобритании стала песня «Thunder». Песня была выпущена 26 ноября 2013 года. Официальная премьера клипа состоялась на VEVO 19 ноября 2013.

## Список композиций
| №   | Название                                      | Автор(ы)                                                            | Producer(s)           | Длительность |
| --- | --------------------------------------------- | ------------------------------------------------------------------- | --------------------- | ------------ |
| 1.  | «It's My Party»                               | Jessica Cornish Claude Kelly John Larderi Colin Norman              | Larderi Kelly         | 3:39         |
| 2.  | «Thunder»                                     | Cornish Tor E. Hermansen Mikkel S. Eriksen Benjamin Levin Kelly     | StarGate Benny Blanco | 3:35         |
| 3.  | «Square One»                                  | Cornish Tom Barnes Peter Kelleher Ben Kohn                          | T/M/S                 | 3:46         |
| 4.  | «Sexy Lady»                                   | Cornish Joshua Coleman Kelly                                        | Ammo O.C. Kevin Figs  | 3:13         |
| 5.  | «Harder We Fall»                              | Cornish Lukasz Gottwald Ammar Malik Daniel Omelio Henry Walter      | Dr. Luke Cirkut       | 3:57         |
| 6.  | «Breathe»                                     | Cornish Sia Furler Eriksen Hermansen                                | StarGate              | 3:57         |
| 7.  | «I Miss Her»                                  | Cornish Kelly Charles T. Harmony                                    | Chuck Harmony         | 3:58         |
| 8.  | «Daydreamin'»                                 | Cornish Kelly Josh Abraham Oliver Goldstein                         | Abraham Oligee        | 2:47         |
| 9.  | «Excuse My Rude» (featuring Becky G)          | Cornish Rebecca Marie Gomez Gottwald Niles Hollow-Dhar Malik Walter | Dr. Luke Cirkut       | 3:07         |
| 10. | «Wild» (featuring Big Sean and Dizzee Rascal) | Cornish Coleman Kelly Sean Anderson Dylan Mills                     | Ammo                  | 3:54         |
| 11. | «Gold»                                        | Cornish Gottwald Kelly Walter                                       | Dr. Luke Cirkut       | 3:24         |
| 12. | «Conquer the World» (featuring Brandy)        | Cornish Kelly John Webb Anders Froen J. DeBardlabon Are Sorknes     | Claude Kelly          | 3:26         |
| 13. | «Alive»                                       | Cornish Kelly Rodney Jerkins                                        | Darkchild             | 3:24         |

| №   | Название                                  | Автор(ы)                                                        | Producer(s)    | Длительность |
| --- | ----------------------------------------- | --------------------------------------------------------------- | -------------- | ------------ |
| 14. | «Unite»                                   | Cornish Furler Eriksen Hermansen                                | StarGate       | 3:51         |
| 15. | «Hero»                                    | Cornish Moore El-Bergamy Lorne Alistair Tennant Camille Purcell | The ThundaCatz | 3:19         |
| 16. | «Magnetic»                                | Cornish Richard Rawson Peter Ibsen Tennant                      | STL            | 3:54         |
| 17. | «It's My Party» (All About She UKG Remix) | Cornish Kelly Larderi Norman                                    | All About She  | 3:44         |

| №   | Название                    | Автор(ы)                       | Producer(s) | Длительность |
| --- | --------------------------- | ------------------------------ | ----------- | ------------ |
| 14. | «Wild» (featuring Big Sean) | Cornish Coleman Kelly Anderson | Ammo        | 3:43         |

## Чарты
| Чарт (2013)                      | Высшая позиция |
| -------------------------------- | -------------- |
| Австралия (ARIA)                 | 7              |
| Австрия (Ö3 Austria)             | 36             |
| Бельгия/Фландрия (Ultratop)      | 26             |
| Бельгия/Валлония (Ultratop)      | 34             |
| China Albums (Sino Chart)        | 21             |
| Франция (SNEP)                   | 104            |
| Германия (Offizielle Top 100)    | 35             |
| Ирландия (IRMA)                  | 6              |
| Новая Зеландия (RMNZ)            | 18             |
| Испания (PROMUSICAE)             | 19             |
| Швейцария (Schweizer Hitparade)  | 15             |
| Великобритания (UK Albums Chart) | 3              |

## Сертификации
| Регион               | Сертификация | Продажи  |
| -------------------- | ------------ | -------- |
| Великобритания (BPI) | Золотой      | 100 000^ |